# 砂田将宏
砂田 将宏（すなだ まさひろ、2000年5月17日 - ）は、日本の歌手、ダンサー。BALLISTIK BOYZ from EXILE TRIBEのメンバー。
大阪府出身。身長170cm。血液型A型。

## 略歴
2007年、姉がダンスを習いたいと言い出したことを機に小学1年からEXPG大阪校に通う。
2013年、「GLOBAL JAPAN CHALLENGE」に合格し、2014年から3年半ニューヨークに留学。
2018年4月23日、BALLISTIK BOYZとして始動。

## 人物
- 2歳上の姉がいる[2]。
- 小学1年から6年間サッカーをしていた。小学6年の時に1カ月間スペインとポルトガルに留学した[3]。スペインでは当時FCバルセロナの下部組織所属だった久保建英とフットサルで交流し[5]、ポルトガルではSLベンフィカのエリートクラスの練習に参加した[3]。

## 出演

### テレビドラマ
- 小説王 第6話 - 最終話（2019年5月 - 7月、フジテレビ） - 青島 役[6]
- ビリオン×スクール（2024年7月5日 - 9月13日、フジテレビ） - 日下部龍太 役
- 僕のあざとい元カノ from あざとくて何が悪いの?（2025年1月24日 - 3月7日、テレビ朝日） - 平清水亮 役[7]
- 復讐カレシ〜溺愛社長の顔にはウラがある〜（2025年2月28日 - 4月18日、毎日放送） - 加藤優吾 役[8]

### 配信ドラマ
- ビリオン×スクール FODオリジナルストーリー（2024年9月13日、FOD） - 日下部龍太 役[9]
- 君を駆ける（2025年4月18日、UniReel） - 壱成 役[10]
- 絶望的につまらない金持ちイケメン彼氏と結婚できますか? #絶望プロポーズ（2025年4月26日、タテドラ） - 牧 役[11]

### 舞台
- BOOK ACT 朗読劇「Short Book Act」（2020年2月）[12]
- BOOK ACT FINAL「僕らは人生で一回だけ魔法が使える」（2024年2月）[13]
- 朗読劇「恋空」（2024年6月） - ヒロ 役[14]

### テレビ番組
- KURUNE -next music live-（2022年5月 - 6月、BSJapanext） - サブMC[15][16]

### 配信番組
- リアリティボンボン（2022年4月、SPOOX）[17]

### ミュージックビデオ
- EXILE「Someday（こどもバージョン）」（2009年） - ATSUSHI 役[18]

### その他
- ファッションブランド「glamb」モデル（2022年春コレクション）[19]